# Hermann Kövess von Kövessháza
Hermann Albin Josef svobodný pán Kövess von Kövessháza  (maďarsky kövessházi báró Kövess Hermann) (30. března 1854 Temešvár – 22. září 1924 Vídeň) byl rakousko-uherský polní maršál, vojevůdce první světové války a poslední vrchní velitel ozbrojených sil Rakousko-Uherska. V c. k. armádě sloužil od roku 1872, později byl štábním důstojníkem u různých jednotek. Jako velitel 12. armádního sboru byl v hodnosti generála pěchoty v roce 1914 povolán na východní frontu a zúčastnil se bojů o Halič. Poté bojoval na italské frontě, s pomocí spojenecké německé armády následně v letech 1915–1916 obsadil Srbsko a Černou Horu. V roce 1917 dosáhl hodnosti polního maršála, získal prestižní Vojenský řád Marie Terezie a byl povýšen na barona. V závěru první světové války převzal od císaře Karla I. vrchní velení nad celou rakousko-uherskou armádou, po zániku monarchie byl penzionován a odešel do soukromí.

## Životopis

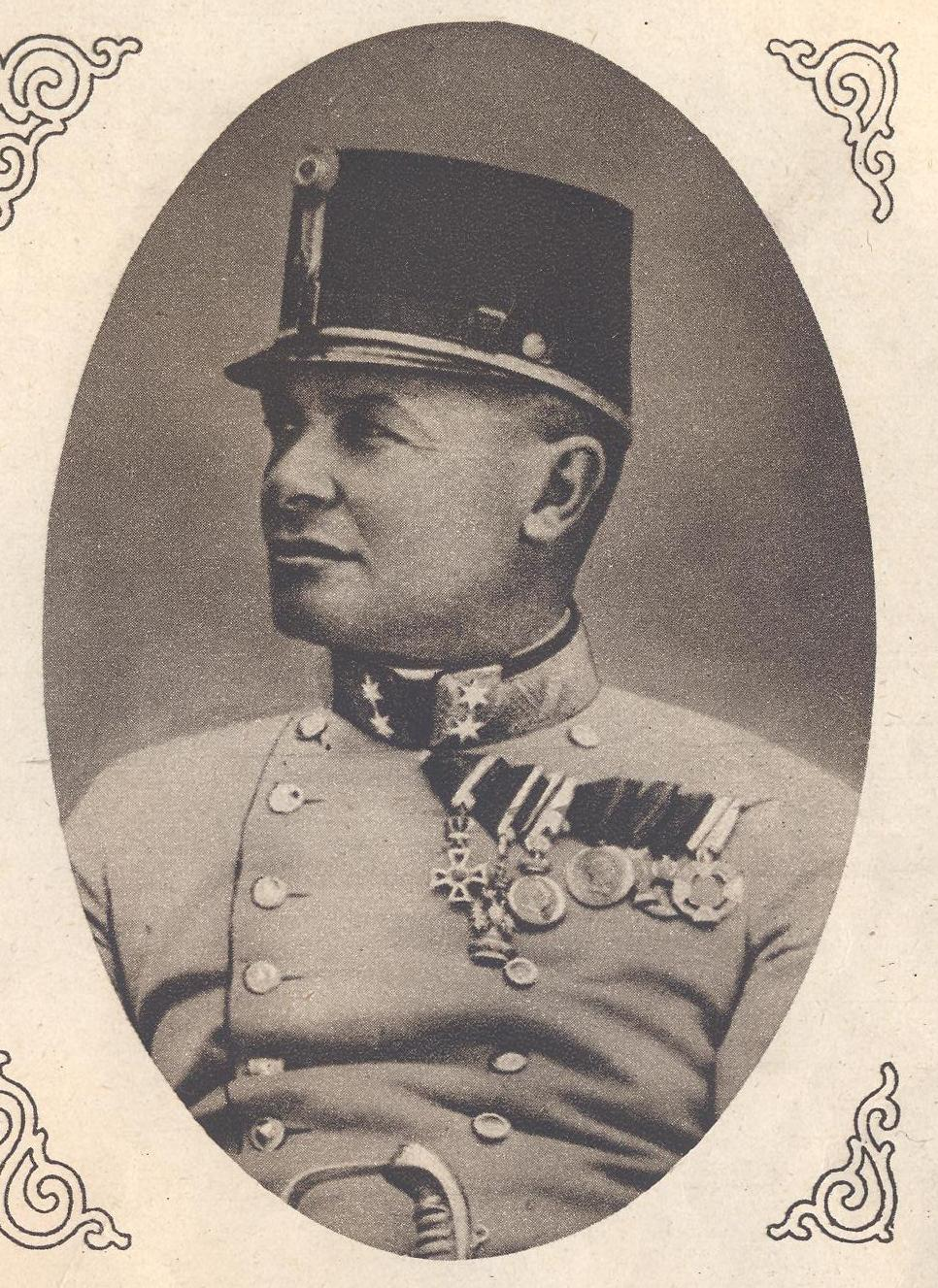
Polní podmaršál Kövess v roce 1915

Byl synem generálmajora Albina Viktora Kövesse von Kövessháza (1821-1890) a Johanny Reginy Sterzingové (1836-1898), dcery sedmihradského lékárníka. Hermann od roku 1864 navštěvoval reálnou školu v Budíně a od podzimu 1865 vstoupil do kadetského institutu v Hainburgu. V roce 1868 zahájil výcvik na Inženýrské akademii ve Znojmě, v roce 1869 přešel na nyní přestěhovanou a přejmenovanou Technickou vojenskou akademii ve Vídni. K armádě nastoupil v roce 1872 jako poručík k ženijnímu pluku č. 2 ve Vídni. V letech 1876–1878 si doplnil vzdělání na Válečné škole (K.u.k. Kriegsschule) a poté byl zařazen do sboru důstojníků generálního štábu. V hodnosti nadporučíka sloužil u 16. pěší divize v Sibiu, kde byl o rok později přeložen ke štábu 12. jízdní brigády. V letech 1880–1882 v hodnosti kapitána sloužil u zemského velitelství pro Bosnu a Hercegovinu v Sarajevu a od roku 1882 působil na generálním štábu ve Vídni. V roce 1885 se stal velitelem roty u pěšího pluku č. 38 ve Vídni, v letech 1886–1888 působil ve štábu 11. armádního sboru ve Lvově a 1. armádního sboru v Krakově. V roce 1889 nastoupil do štábu 56. pěšího pluku ve Wadowicích, po povýšení na majora byl přeložen k 26. pěšímu pluku v Ostřihomi. V roce 1894 byl povýšen na podplukovníka a zástupce velitele 72. pěšího pluku Prešpurku, respektive praporu detašovaného do Castelnuova.
V roce 1896 byl povýšen na plukovníka a velel postupně 52. pěšímu pluku (1896–1898) a 23. pěšímu pluku (1898–1902). Obě tyto jednotky byly umístěny v Budapešti, kde byl zároveň přidělen ke štábu 4. armádního sboru. V říjnu 1902 byl jmenován velitelem 15. pěší brigády v Innsbrucku a k datu 1. listopadu 1902 získal hodnost generálmajora. V Innsbrucku setrval nadále v letech 1906–1910 jako velitel 8. divize pěchoty a k datu 1. května 1907 dosáhl hodnosti polního podmaršála. V letech 1910–1911 zastával funkci inspektora opevnění v Jižním Tyrolsku. Dne 1. listopadu 1911 byl povýšen do hodnosti generála pěchoty a v letech 1911–1914 byl velitelem 12. armádního sboru v Sibiu, respektive zemským velitelem v Sedmihradsku.

#### První světová válka

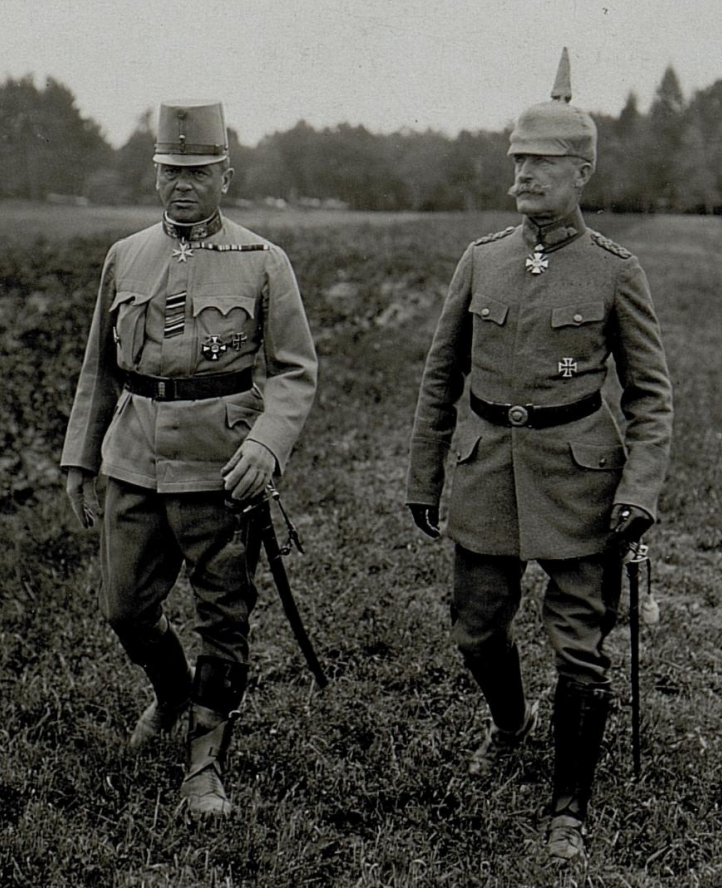
Generál Kövess s německým generálem Georgem Fuchsem

Na začátku války byl se svým sborem zařazen do 2. armády generála Böhm-Ermolliho a povolán na východní frontu, kde se pokusil bránit Bukovinu a linii Dněstru. V bitvě u Gnila Lipa však byly tyto jednotky Rusy vrženy zpět. Koncem října 1914 12. armádní sbor provedl protiútok u Starého Samboru, aby ulehčil obleženému Przemyslu. V listopadu 1914 byla 2. armáda stažena z Karpat a Kövess se svým sborem převelen do oblasti Belchatow k zákopové válce v polském Slezsku. Začátkem května 1915 byl díky karpatskému průlomu německé 11. armády mezi Gorlice-Tarnow a ruskou frontou před XII. sbor v rozkladu. Útok z oblasti Radom na Vislu byl obnoven. 21. července 1915 se Kövessovi podařilo ve spolupráci se sborem německé zeměbrany pod velením generála Woyrsche dobýt pevnost Ivangorod a se svým sborem překročil Vislu. Zdecimovaný 12. armádní sbor byl doplněn novými posilami, Kövess ale jeho velení předal generálu Henriquezovi a 28. září 1915 byl jmenován velitelem nově organizované 3. armády.
V říjnu 1915 byl ve spojení se skupinou armád Mackensen spolu s německou 11. armádou generála Gallwitze zahájen útok proti Srbsku. Köwess se významným způsobem podílel na obsazení Srbska a dobytí Bělehradu. 3. armáda se v druhé fázi útoku zaměřila na dobytí Černé Hory a Albánie. Po dobytí Lovćenu (11. ledna), obsazení Cetinje (13. ledna) a Tirany (9. února) byl povýšen do nově zřízené hodnosti generálplukovníka.

Od března 1916 byla 3. armáda s armádní skupinou arcivévody Eugena na jihotyrolské frontě, v červenci se uskutečnila ofenzíva proti Italům, která začala v polovině května, ale byla opět zrušena, protože fronta v Haliči se zhroutila výsledkem ruské Brusilovovy ofenzívy. K datu 20. října 1916 převzal Kövess velení 7. armády, která bránila karpatský hřeben na rumunské hranici. V červenci 1917 spojenecká protiofenzíva dobyla zpět Bukovinu a ztracené Černovice byly osvobozeny jednotkami pod Kövessovým velením. K datu 5. srpna 1917 byl povýšen do nejvyšší vojenské hodnosti polního maršála. Od ledna 1918 Kövess velel armádní skupině v Transylvánii, která se skládala z císařské a královské 7. a 1. armády. Po bukurešťském míru 7. května 1918 byl tento velký spolek opět rozpuštěn.

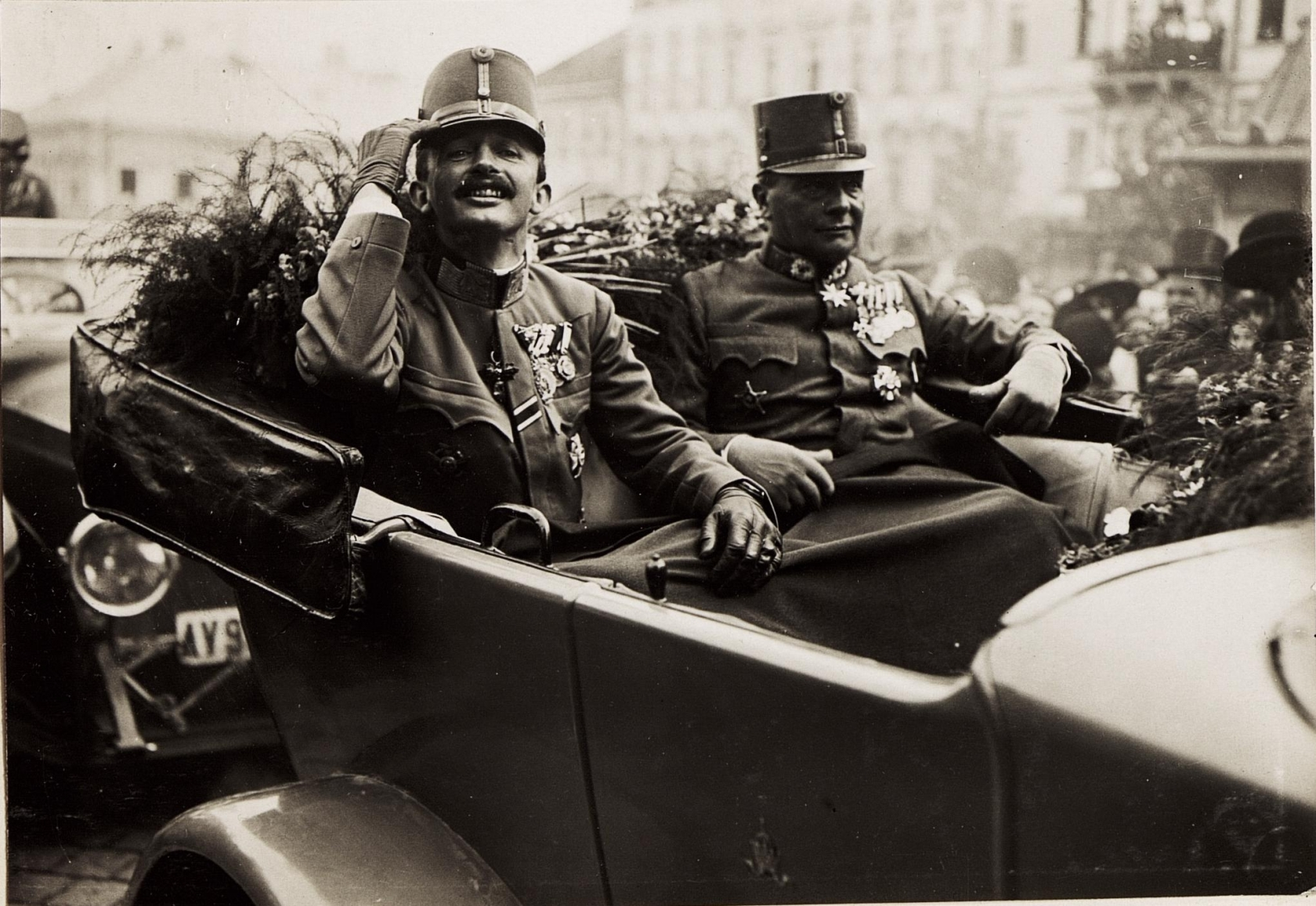
Císař Karel I. (vlevo) a generálplukovník Kövess (vpravo) v roce 1917

Jako nástupce Arthura Arze von Straußenburg byl Kövess nakonec 4. listopadu 1918 (den po příměří s Itálií) císařem Karlem I. jmenován posledním vrchním velitelem armády. Kövessovi tedy nezbývalo než velet ústupu a demobilizaci ozbrojených sil nařízenou Karlem I. 6. listopadu. Práci mu neusnadňovala ani skutečnost, že Maďarsko 31. října 1918 ukončilo unii s Rakouskem a maďarské pluky pouze plnily rozkazy maďarského ministra války Bély Lindera. Vracející se vojáci byli okamžitě podřízeni jejich příslušné velitelské pravomoci nástupnickými státy monarchie. Po příjezdu do Vídně 9. listopadu 1918 Kövess v německém Rakousku řešil rozpuštění císařské a královské armády až do 3. prosince 1918, V armádě byl formálně penzionován k datu 19. prosince 1918.
Zemřel 22. září 1924 ve Vídni na cévní mozkovou příhodu.

## Rodina
V roce 1892 se v Gmundenu oženil, jeho manželkou se stala Eugenie Hye von Glunek (1861–1941), nejmladší dcera profesora práv na vídeňské univerzitě a rakouského ministra spravedlnosti Antona Hye. Z manželství se narodili tři synové. Nejstarší Béla (Adalbert, 1893–1914) padl jako poručík na východní frontě na začátku první světové války. Druhorozený Géza (1896–1977) sloužil za první světové války u dělostřelectva, později se uplatnil jako vojenský historik a od roku 1950 byl ředitelem Vojenského historického muzea ve Vídni. Nejmladší Jenö (Eugen, 1898–1931) se po krátké službě v armádě věnoval podnikání a zemřel předčasně na předávkování kokainem. 

## Tituly a ocenění
Po nobilitaci svého otce užíval prostý šlechtický titul s predikátem Edler von Kövessháza. Jako velitel armádního sboru obdržel v roce 1911 titul c. k. tajného rady s nárokem na oslovení Excelence. Od roku 1912 byl čestným majitelem 96. pěšího pluku dislokovaného v Karlovaci. Během své vojenské kariéry získal řadu vyznamenání v Rakousku-Uhersku i v zahraničí. V roce 1917 obdržel prestižní Vojenský řád Marie Terezie. Převzal jej osobně z rukou Karla I. při 180. řádové promoci 14. srpna 1917 ve vile Wartholz. Na základě řádových stanov měl nárok na titul svobodného pána, který mu byl udělen o tři dny později 17. srpna 1917, zároveň byl jmenován doživotním členem uherské Sněmovny magnátů. Získal čestné občanství v Sibiu, Temešváru a Máramarosszigetu (dnešní Sighetu Marmației v Rumunsku). V letech 1918–1924 zastával funkci kancléře kapituly Řádu Marie Terezie.

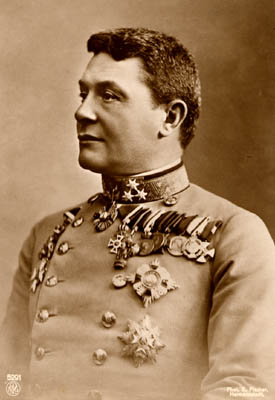
Polní maršál Hermann Kövess von Kövessháza

### Rakousko-Uhersko
- Válečná medaile (1880)
- Bronzová vojenská záslužná medaile (1890)
- Služební odznak pro důstojníky III. třídy (1897)
- Jubilejní pamětní medaile (1898)
- Řád železné koruny III. třídy (1902)
- rytířský kříž Leopoldova řádu (1908)
- Vojenský jubilejní kříž (1908)
- Služební odznak pro důstojníky II. třídy (1912)
- Řád železné koruny I. třídy (1914)
- velkokříž Leopoldova řádu s válečnou dekorací (1915)
- Vyznamenání za zásluhy o Červený kříž s válečnou dekorací (1915)
- Vojenský záslužný kříž I. třídy s válečnou dekorací (1915)
- Stříbrná vojenská záslužná medaile s válečnou dekorací (1916)
- Zlatá vojenská záslužná medaile s válečnou dekorací (1917)
- komandérský kříž Řádu Marie Terezie (1917)
- velkokříž Královského uherského řádu svatého Štěpána (1918)

### Zahraničí
- rytířský kříž Řádu italské koruny (1882, Italské království)
- Řád Takova II. třídy (1900, Srbsko)
- komandér Řádu Bertholda I. (1903, Bádensko)
- komandér Řádu zähringenského lva (1904, Bádensko)
- Železný kříž II. třídy (1915, Německo)
- Železný kříž I. třídy (1915, Německo)
- Pour le Mérite (1915, Německo)
- velkokříž Záslužného řádu bavorské koruny (1916, Bavorsko)
- velkokříž Řádu württemberské koruny (1916, Württembersko)
- velkokříž Řádu sv. Alexandra (1916, Bulharsko)
- Zlatá a stříbrná medaile Řádu Imtiaz (1916, Osmanská říše)